# 小野為八
小野 為八（おの ためはち）は、江戸時代幕末の医者・長州藩医。名は正朝（まさとも）。

## 来歴
長州藩医・山根文季の長男として萩・香川津に生まれ、同じく藩医の小野春庵の養子となった。天保15年（1844年）吉田松陰に兵学を学ぶ。安政2年（1855年）父とともに相模国沿岸警備の任に就き、その傍らで西洋砲術を学んだという。安政5年（1858年）松陰の間部詮勝暗殺計画に加わり、兵器・地雷火の実験の際には松陰を背負ってその実験を見学させたという逸話が伝わる。文久3年（1863年）下関戦争では軍艦・癸亥丸に乗船して砲戦を指揮した。また奇兵隊結成にも加わり、兵たちへの砲術指南を担った。慶応元年（1865年）に長州藩諸隊の一つである鴻城隊の砲隊長となり、慶応2年（1866年）長州征討でも砲隊を指揮した。明治元年（1868年）には整武隊で大砲司令を務めた。
維新後は科学者としてバター製造や写真術にも携わった。明治23年（1890年）に黒住教に入信し、布教活動も行っている。
生まれ育ちともに医家の出身だが、医術には携わらなかった。また雲谷派の絵師でもあった。